# Cosmia nigra
Cosmia nigra là một loài bướm đêm trong họ Noctuidae.